# 系统发生学
系统发生学（英語：phylogenetics）又称种系发生学、谱系发生学、亲缘关系学，简称谱系学或發生學，是研究及推理生物个体或群体（例如物种或种群）间演化史及关系的科学方法，属于系统分类学的一部分。
系统发生学的推理方法，通常在性状演变的特定模型下，评估可观察到的遗传性状（例如DNA序列或生物形态）来“假定”这些生物间的关系。这种分析推理方法的结果，就是系统发生（phylogeny），也称为系统发生树（phylogenetic tree）——可显示一群生物演化史的关系图解假说。系统发生树的尖端可以是生物体或化石，且代表演化谱系中的现今生物或“末端”生物。
利用系统发生学来分析种系的基本原则是：两个演化支具有“相同的性状状态”是它们对于“共有祖先同一状态”的保留；而现存生物的性状就是演化史的纪录，可作为重建演化史的依据。由系统发生分析的原则，建构了支序分类学的基本逻辑；而系统发生分析已成为理解生物多样性、演化、生态学和基因组的核心。
系统发生学这个概念不单止用于生物种系的发生與发展，还会用在系统分类学各个层面的分类单元上面。它也会被用到某一性状在种系发生过程中的演化这一方面。

## 研究方法
系统发生学的研究通过以下的手段实现：
- 化石形态学和解剖学特征的比较和研究，
- 现存生物的形态学，解剖学和生理学特征的比较，
- 生物，特别是现存生物的个体发生研究，
- DNA分析，例如测序和分子系统发生学方法。

通过这些数据，人们就可以为生物建立一棵系統發生樹（演化树），其中描述了各个物种之间可能有的亲缘关系。
系统发生学研究的最大困难是，系统发生学的进化过程是不能被直接通过观察和实验被证实的。所以各个方面的证据都要被综合起来分析。由于对这些证据的侧重不同，会经常造成有多个不同的演化树版本，例如原口类动物的几个门究竟是归到蜕皮动物（来自遗传学方面的证据）还是触手动物（形态学方面的证据）。

## 性状的演变
性状（特征）分为同源和同功两种。
- 同源，例如同源器官或是同源的行为方式，会显示出相同的躯体基本构造，因为环境的不同而进化成不同的外形或功能。同源器官的外形和功能可以相差很大。一个很好的例子就是脊椎动物的前肢。它们可以成为足，翅膀（鸟， 翼龙，蝙蝠），鳍（鱼，企鹅，鱼龙，鲸），手（人类，猿和一些恐龙），挖掘工具（田鼠，裸鼴鼠，袋鼹)。但其骨骼构造却是相似的。这些相似性只能用系统发生学的理论去解释。

同源特征证实了物种间的亲缘关系，是重构进化树的有力手段。同源现象在生物学中可以进一步分为直系同源（直系同源是指在不同物种中的某一基因來自同一祖先）和旁系同源（种系间的基因复制） 。
- 同功，例如同功器官外形的相似，功能的相同，但它们却是通过趋同演化独立发展出来开的。如墨鱼的眼睛和脊椎动物的眼睛，它们外形构造相似，功能都是感光。但透过显微镜可看到，它们的微细结构不一样。对个体发生的研究显示，它们是从不同胚层发育而来的。同功现象并不是亲缘关系的证据。

## 备注
1. ↑  生物分类学是生物的识别、命名和分类，它通常由系统分类学提供丰富的信息，但两“分类学”在方法论和逻辑上，仍然是不同的学科[1]。
2. ↑  “系统发生”或“系统发生学”的语源是古希腊语 φυλογένεση ；词头 φυλο 的现代希腊语是 fílo ——“种系、宗族”之义；词尾 γεννήση 的现代希腊语是 jénnissi ——“起源，血统”之义[2]。

## 延伸阅读
- 演化
- 生物学
- 古生物学
- 生物分類法
- 支序分类学
- 系統分類學
- 分子系统发生学
- 最大簡約法
- 语言系属分类
- 數理生物學
- 演化網路